# Meilleur gardien de football de l'année (IFFHS)
Le meilleur gardien de football de l'année (IFFHS) est un Isma décerné depuis 1987 par l'IFFHS au meilleur gardien de but de football. L'élection prend en compte le calendrier annuel.
Le premier lauréat du trophée est le Belge Jean-Marie Pfaff ; l'Allemand Manuel Neuer, l'Espagnol Iker Casillas et l'Italien Gianluigi Buffon sont, avec cinq trophées, les gardiens les plus récompensés.

## Palmarès

### Bilan depuis 1987
| Saison | Joueur                  | Sélection        | Club                           |
| ------ | ----------------------- | ---------------- | ------------------------------ |
| 1987   | Jean-Marie Pfaff        | Belgique         | Bayern Munich                  |
| 1988   | Rinat Dasaev            | Union soviétique | Spartak Moscou                 |
| 1989   | Walter Zenga            | Italie           | Inter Milan                    |
| 1990   | Walter Zenga (2)        | Italie           | Inter Milan                    |
| 1991   | Walter Zenga (3)        | Italie           | Inter Milan                    |
| 1992   | Peter Schmeichel        | Danemark         | Manchester United              |
| 1993   | Peter Schmeichel (2)    | Danemark         | Manchester United              |
| 1994   | Michel Preud'homme      | Belgique         | FC Malines / Benfica Lisbonne  |
| 1995   | José Luis Chilavert     | Paraguay         | Vélez Sársfield                |
| 1996   | Andreas Köpke           | Allemagne        | Olympique de Marseille         |
| 1997   | José Luis Chilavert (2) | Paraguay         | Vélez Sársfield                |
| 1998   | José Luis Chilavert (3) | Paraguay         | Vélez Sársfield                |
| 1999   | Oliver Kahn             | Allemagne        | Bayern Munich                  |
| 2000   | Fabien Barthez          | France           | AS Monaco / Manchester United  |
| 2001   | Oliver Kahn (2)         | Allemagne        | Bayern Munich                  |
| 2002   | Oliver Kahn (3)         | Allemagne        | Bayern Munich                  |
| 2003   | Gianluigi Buffon        | Italie           | Juventus                       |
| 2004   | Gianluigi Buffon (2)    | Italie           | Juventus                       |
| 2005   | Petr Čech               | Tchécoslovaquie  | Chelsea                        |
| 2006   | Gianluigi Buffon (3)    | Italie           | Juventus                       |
| 2007   | Gianluigi Buffon (4)    | Italie           | Juventus                       |
| 2008   | Iker Casillas           | Espagne          | Real Madrid                    |
| 2009   | Iker Casillas (2)       | Espagne          | Real Madrid                    |
| 2010   | Iker Casillas (3)       | Espagne          | Real Madrid                    |
| 2011   | Iker Casillas (4)       | Espagne          | Real Madrid                    |
| 2012   | Iker Casillas (5)       | Espagne          | Real Madrid                    |
| 2013   | Manuel Neuer            | Allemagne        | Bayern Munich                  |
| 2014   | Manuel Neuer (2)        | Allemagne        | Bayern Munich                  |
| 2015   | Manuel Neuer (3)        | Allemagne        | Bayern Munich                  |
| 2016   | Manuel Neuer (4)        | Allemagne        | Bayern Munich                  |
| 2017   | Gianluigi Buffon (5)    | Italie           | Juventus                       |
| 2018   | Thibaut Courtois        | Belgique         | Chelsea FC / Real Madrid       |
| 2019   | Alisson                 | Brésil           | Liverpool FC                   |
| 2020   | Manuel Neuer (5)        | Allemagne        | Bayern Munich                  |
| 2021   | Gianluigi Donnarumma    | Italie           | Milan AC / Paris Saint-Germain |
| 2022   | Thibaut Courtois (2)    | Belgique         | Real Madrid                    |
| 2023   | Ederson                 | Brésil           | Manchester City                |
| 2024   | Emiliano Martínez       | Argentine        | Aston Villa                    |

## Statistiques

### Par gardiens
| # | Joueur               | Nationalité      | Nombre de fois vainqueur         |
| - | -------------------- | ---------------- | -------------------------------- |
| 1 | Gianluigi Buffon     | Italie           | 5 (2003, 2004, 2006, 2007, 2017) |
| 1 | Iker Casillas        | Espagne          | 5 (2008, 2009, 2010, 2011, 2012) |
| 1 | Manuel Neuer         | Allemagne        | 5 (2013, 2014, 2015, 2016, 2020) |
| 4 | José Luis Chilavert  | Paraguay         | 3 (1995, 1997, 1998)             |
| 4 | Oliver Kahn          | Allemagne        | 3 (1999, 2001, 2002)             |
| 4 | Walter Zenga         | Italie           | 3 (1989, 1990, 1991)             |
| 7 | Thibaut Courtois     | Belgique         | 2 (2018, 2022)                   |
| 7 | Peter Schmeichel     | Danemark         | 2 (1992, 1993)                   |
| 9 | Alisson              | Brésil           | 1 (2019)                         |
| 9 | Fabien Barthez       | France           | 1 (2000)                         |
| 9 | Petr Čech            | Tchéquie         | 1 (2005)                         |
| 9 | Rinat Dasaev         | Union soviétique | 1 (1988)                         |
| 9 | Gianluigi Donnarumma | Italie           | 1 (2021)                         |
| 9 | Ederson              | Brésil           | 1 (2023)                         |
| 9 | Andreas Köpke        | Allemagne        | 1 (1996)                         |
| 9 | Emiliano Martínez    | Argentine        | 1 (2024)                         |
| 9 | Jean-Marie Pfaff     | Belgique         | 1 (1987)                         |
| 9 | Michel Preud'homme   | Belgique         | 1 (1994)                         |

### Par clubs
| Nombre | Club                   | Pays                       | Détails                                                 |
| ------ | ---------------------- | -------------------------- | ------------------------------------------------------- |
| 9      | Bayern Munich          | Allemagne                  | Manuel Neuer (5), Oliver Kahn (3), Jean-Marie Pfaff (1) |
| 7      | Real Madrid FC         | Espagne                    | Iker Casillas (5), Thibaut Courtois (2)                 |
| 5      | Juventus FC            | Italie                     | Gianluigi Buffon (5)                                    |
| 3      | Manchester United FC   | Angleterre                 | Peter Schmeichel (2), Fabien Barthez (1)                |
| 3      | CA Vélez Sársfield     | Argentine                  | José Luis Chilavert (3)                                 |
| 3      | FC Inter Milan         | Italie                     | Walter Zenga (3)                                        |
| 2      | Chelsea FC             | Angleterre                 | Petr Čech (1), Thibaut Courtois (1)                     |
| 1      | Aston Villa            | Angleterre                 | Emiliano Martínez (1)                                   |
| 1      | Liverpool FC           | Angleterre                 | Alisson (1)                                             |
| 1      | Manchester City FC     | Angleterre                 | Ederson (1)                                             |
| 1      | FC Malines             | Belgique                   | Michel Preud'homme (1)                                  |
| 1      | AS Monaco              | France                     | Fabien Barthez (1)                                      |
| 1      | Olympique de Marseille | France                     | Andreas Köpke (1)                                       |
| 1      | Paris Saint-Germain    | France                     | Gianluigi Donnarumma (1)                                |
| 1      | Milan AC               | Italie                     | Gianluigi Donnarumma (1)                                |
| 1      | Benfica Lisbonne       | Portugal                   | Michel Preud'homme (1)                                  |
| 1      | Spartak Moscou         | Russie ( Union soviétique) | Rinat Dasaev (1)                                        |

### Par nationalités
| Nombre | Nationalités     | Détails                                                            |
| ------ | ---------------- | ------------------------------------------------------------------ |
| 9      | Allemagne        | Manuel Neuer (5), Oliver Kahn (3), Andreas Köpke (1)               |
| 9      | Italie           | Gianluigi Buffon (5), Walter Zenga (3) Gianluigi Donnarumma (1)    |
| 5      | Espagne          | Iker Casillas (5)                                                  |
| 4      | Belgique         | Thibaut Courtois (2), Jean-Marie Pfaff (1), Michel Preud'homme (1) |
| 3      | Paraguay         | José Luis Chilavert (3)                                            |
| 2      | Brésil           | Alisson (1), Ederson (1)                                           |
| 2      | Danemark         | Peter Schmeichel (2)                                               |
| 1      | Argentine        | Emiliano Martínez (1)                                              |
| 1      | France           | Fabien Barthez (1)                                                 |
| 1      | Tchéquie         | Petr Čech (1)                                                      |
| 1      | Union soviétique | Rinat Dasaev (1)                                                   |

## Classement par année

### Années 1980

#### 1987
| Position | Gardien            | Club                      | Sélection            |
| -------- | ------------------ | ------------------------- | -------------------- |
| 1        | Jean-Marie Pfaff   | Bayern Munich             | Belgique             |
| 2        | Rinat Dasaev       | () CSKA Moscou            | Union soviétique     |
| 3        | Walter Zenga       | Inter Milan               | Italie               |
| 4        | Harald Schumacher  | Schalke 04                | Allemagne de l'Ouest |
| 5        | Neville Southall   | Everton                   | Pays de Galles       |
| 6        | René Müller        | Lokomotive Leipzig        | Allemagne de l'Est   |
| 7        | Peter Shilton      | Derby County              | Angleterre           |
| 8        | Andoni Zubizarreta | FC Barcelone              | Espagne              |
| 9        | Roberto Fernández  | Asociación Deportivo Cali | Paraguay             |
| -        | Józef Młynarczyk   | FC Porto                  | Pologne              |

#### 1988
| Position | Gardien            | Club           | Sélection            |
| -------- | ------------------ | -------------- | -------------------- |
| 1        | Rinat Dasaev       | () CSKA Moscou | Union soviétique     |
| 2        | Hans van Breukelen | PSV Eindhoven  | Pays-Bas             |
| 3        | Walter Zenga       | Inter Milan    | Italie               |
| 4        | Pat Bonner         | Celtic Glasgow | République d'Irlande |
| 5        | Jean-Marie Pfaff   | Bayern Munich  | Belgique             |
| 6        | Eike Immel         | VfB Stuttgart  | Allemagne de l'Ouest |
| 7        | Peter Shilton      | Derby County   | Angleterre           |
| -        | Neville Southall   | Everton        | Pays de Galles       |
| -        | Michel Preud'homme | FC Malines     | Belgique             |
| -        | Andoni Zubizarreta | FC Barcelone   | Espagne              |

#### 1989
| Position | Gardien            | Club          | Sélection            |
| -------- | ------------------ | ------------- | -------------------- |
| 1        | Walter Zenga       | Inter Milan   | Italie               |
| 2        | Michel Preud'homme | FC Malines    | Belgique             |
| 3        | Rinat Dasaev       | Séville FC    | Union soviétique     |
| 4        | Peter Shilton      | Derby County  | Angleterre           |
| 5        | Andoni Zubizarreta | FC Barcelone  | Espagne              |
| 6        | Hans van Breukelen | PSV Eindhoven | Pays-Bas             |
| 7        | Taffarel           | Internacional | Brésil               |
| 8        | Jean-Marie Pfaff   | Lierse SK     | Belgique             |
| 9        | Neville Southall   | Everton       | Pays de Galles       |
| 10       | Harald Schumacher  | Fenerbahçe    | Allemagne de l'Ouest |

### Années 1990

#### 1990
| Position | Gardien            | Club           | Sélection            |
| -------- | ------------------ | -------------- | -------------------- |
| 1        | Walter Zenga       | Inter Milan    | Italie               |
| 2        | Sergio Goycochea   | Millonarios    | Argentine            |
| 3        | Luis Gabelo Conejo | AD Ramonense   | Costa Rica           |
| 4        | Peter Shilton      | Derby County   | Angleterre           |
| 5        | Taffarel           | Internacional  | Brésil               |
| 6        | Michel Preud'homme | FC Malines     | Belgique             |
| 7        | Bodo Illgner       | FC Cologne     | Allemagne de l'Ouest |
| 8        | Jan Stejskal       | Sparta Prague  | Tchéquie             |
| 9        | Andoni Zubizarreta | FC Barcelone   | Espagne              |
| 10       | Hans van Breukelen | PSV Eindhoven  | Pays-Bas             |
| -        | Pat Bonner         | Celtic Glasgow | République d'Irlande |

#### 1991
| Position | Gardien            | Club                     | Sélection      |
| -------- | ------------------ | ------------------------ | -------------- |
| 1        | Walter Zenga       | Inter Milan              | Italie         |
| 2        | Sergio Goycochea   | Racing Club              | Argentine      |
| 3        | Taffarel           | Parme AC                 | Brésil         |
| 4        | Neville Southall   | Everton                  | Pays de Galles |
| 5        | David Seaman       | Arsenal                  | Angleterre     |
| 6        | Gianluca Pagliuca  | Sampdoria                | Italie         |
| 7        | Bodo Illgner       | FC Cologne               | Allemagne      |
| 8        | Stevan Stojanović  | Étoile rouge de Belgrade | Yougoslavie    |
| 9        | Andoni Zubizarreta | FC Barcelone             | Espagne        |
| 10       | Michel Preud'homme | FC Malines               | Belgique       |
| -        | Peter Schmeichel   | Brøndby IF               | Danemark       |

#### 1992
| Position | Gardien            | Club              | Sélection     |
| -------- | ------------------ | ----------------- | ------------- |
| 1        | Peter Schmeichel   | Manchester United | Danemark      |
| 2        | Andoni Zubizarreta | FC Barcelone      | Espagne       |
| 3        | Hans van Breukelen | PSV Eindhoven     | Pays-Bas      |
| 4        | Dmitri Kharine     | CSKA Moscou       | Russie        |
| 5        | Bodo Illgner       | FC Cologne        | Allemagne     |
| 6        | Walter Zenga       | Inter Milan       | Italie        |
| 7        | Taffarel           | Parme AC          | Brésil        |
| 8        | Sergio Goycochea   | Club Olimpia      | Argentine     |
| 9        | Michel Preud'homme | FC Malines        | Belgique      |
| 10       | Alain Gouaméné     | Raja Casablanca   | Côte d'Ivoire |

#### 1993
| Position | Gardien            | Club              | Sélection |
| -------- | ------------------ | ----------------- | --------- |
| 1        | Peter Schmeichel   | Manchester United | Danemark  |
| 2        | Sergio Goycochea   | Club Olimpia      | Argentine |
| 3        | Jorge Campos       | Pumas UNAM        | Mexique   |
| 4        | Andoni Zubizarreta | FC Barcelone      | Espagne   |
| 5        | Zetti              | São Paulo FC      | Brésil    |
| 6        | Bodo Illgner       | FC Cologne        | Allemagne |
| 7        | Andy Goram         | Glasgow Rangers   | Écosse    |
| -        | Andreas Köpke      | FC Nuremberg      | Allemagne |
| -        | Walter Zenga       | Inter Milan       | Italie    |
| 10       | Bernard Lama       | Paris SG          | France    |
| -        | Michel Preud'homme | FC Malines        | Belgique  |

#### 1994
| Position | Gardien            | Club              | Sélection  |
| -------- | ------------------ | ----------------- | ---------- |
| 1        | Michel Preud'homme | FC Malines        | Belgique   |
| 2        | Thomas Ravelli     | IFK Göteborg      | Suède      |
| 3        | Taffarel           | Parme AC          | Brésil     |
| 4        | Peter Schmeichel   | Manchester United | Danemark   |
| 5        | Sebastiano Rossi   | Milan AC          | Italie     |
| 6        | Gianluca Pagliuca  | Sampdoria         | Italie     |
| 7        | Erik Thorstvedt    | Tottenham Hotspur | Norvège    |
| 8        | Jorge Campos       | Pumas UNAM        | Mexique    |
| -        | Borislav Mikhailov | FC Mulhouse       | Bulgarie   |
| 10       | David Seaman       | Arsenal           | Angleterre |

#### 1995
| Position | Gardien             | Club              | Sélection  |
| -------- | ------------------- | ----------------- | ---------- |
| 1        | José Luis Chilavert | Vélez Sársfield   | Paraguay   |
| 2        | Peter Schmeichel    | Manchester United | Danemark   |
| 3        | Thomas Ravelli      | IFK Göteborg      | Suède      |
| 4        | Michel Preud'homme  | Benfica           | Belgique   |
| 5        | David Seaman        | Arsenal           | Angleterre |
| 6        | Vítor Baía          | FC Porto          | Portugal   |
| -        | Edwin van der Sar   | Ajax Amsterdam    | Pays-Bas   |
| 8        | Gianluca Pagliuca   | Sampdoria         | Italie     |
| 9        | Bernard Lama        | Paris SG          | France     |
| -        | Andoni Zubizarreta  | FC Barcelone      | Espagne    |

#### 1996
| Position | Gardien             | Club                 | Sélection  |
| -------- | ------------------- | -------------------- | ---------- |
| 1        | Andreas Köpke       | Eintracht Francfort  | Allemagne  |
| 2        | David Seaman        | Arsenal              | Angleterre |
| 3        | José Luis Chilavert | Vélez Sársfield      | Paraguay   |
| 4        | Peter Schmeichel    | Manchester United    | Danemark   |
| 5        | Vítor Baía          | FC Porto             | Portugal   |
| 6        | Bernard Lama        | Paris SG             | France     |
| 7        | Edwin van der Sar   | Ajax Amsterdam       | Pays-Bas   |
| 8        | Petr Kouba          | Deportivo La Corogne | Tchéquie   |
| -        | Andoni Zubizarreta  | Valence CF           | Espagne    |
| 10       | Jorge Campos        | Los Angeles Galaxy   | Mexique    |

#### 1997
| Position | Gardien             | Club                   | Sélection  |
| -------- | ------------------- | ---------------------- | ---------- |
| 1        | José Luis Chilavert | Vélez Sársfield        | Paraguay   |
| 2        | Angelo Peruzzi      | Juventus               | Italie     |
| 3        | Peter Schmeichel    | Manchester United      | Danemark   |
| 4        | Andreas Köpke       | Olympique de Marseille | Allemagne  |
| 5        | David Seaman        | Arsenal                | Angleterre |
| 6        | Stefan Klos         | Borussia Dortmund      | Allemagne  |
| 7        | Vítor Baía          | FC Porto               | Portugal   |
| 8        | Oliver Kahn         | Bayern Munich          | Allemagne  |
| 9        | Taffarel            | Atlético Mineiro       | Brésil     |
| 10       | Gianluca Pagliuca   | Inter Milan            | Italie     |

#### 1998
| Position | Gardien             | Club              | Sélection  |
| -------- | ------------------- | ----------------- | ---------- |
| 1        | José Luis Chilavert | Vélez Sársfield   | Paraguay   |
| 2        | Fabien Barthez      | AS Monaco         | France     |
| 3        | Edwin van der Sar   | Ajax Amsterdam    | Pays-Bas   |
| 4        | Peter Schmeichel    | Manchester United | Danemark   |
| 5        | Gianluca Pagliuca   | Inter Milan       | Italie     |
| 6        | David Seaman        | Arsenal           | Angleterre |
| 7        | Taffarel            | Atlético Mineiro  | Brésil     |
| 8        | Dražen Ladić        | Dinamo Zagreb     | Croatie    |
| 9        | Angelo Peruzzi      | Juventus          | Italie     |
| 10       | Oliver Kahn         | Bayern Munich     | Allemagne  |

#### 1999
| Position | Gardien             | Club              | Sélection  |
| -------- | ------------------- | ----------------- | ---------- |
| 1        | Oliver Kahn         | Bayern Munich     | Allemagne  |
| 2        | Peter Schmeichel    | Manchester United | Danemark   |
| 3        | José Luis Chilavert | Vélez Sársfield   | Paraguay   |
| 4        | Edwin van der Sar   | Juventus          | Pays-Bas   |
| 5        | Gianluca Pagliuca   | Inter Milan       | Italie     |
| 6        | Fabien Barthez      | AS Monaco         | France     |
| -        | David Seaman        | Arsenal           | Angleterre |
| 8        | Dida                | Corinthians       | Brésil     |
| 9        | Vítor Baía          | FC Porto          | Portugal   |
| 10       | Carlos Roa          | RCD Majorque      | Argentine  |
| -        | Angelo Peruzzi      | Lazio             | Italie     |

### Années 2000

#### 2000
| Position | Gardien             | Club              | Sélection |
| -------- | ------------------- | ----------------- | --------- |
| 1        | Fabien Barthez      | Manchester United | France    |
| 2        | Oliver Kahn         | Bayern Munich     | Allemagne |
| 3        | Francesco Toldo     | ACF Fiorentina    | Italie    |
| 4        | José Luis Chilavert | RC Strasbourg     | Paraguay  |
| 5        | Iker Casillas       | Real Madrid       | Espagne   |
| 6        | Edwin van der Sar   | Juventus          | Pays-Bas  |
| 7        | Taffarel            | Galatasaray       | Brésil    |
| 8        | Óscar Córdoba       | Boca Juniors      | Colombie  |
| 9        | Vítor Baía          | FC Porto          | Portugal  |
| 10       | Peter Schmeichel    | Sporting Portugal | Danemark  |
| -        | Gianluigi Buffon    | Parme AC          | Italie    |

#### 2001
| Position | Gardien             | Club              | Sélection |
| -------- | ------------------- | ----------------- | --------- |
| 1        | Oliver Kahn         | Bayern Munich     | Allemagne |
| 2        | Óscar Córdoba       | Boca Juniors      | Colombie  |
| 3        | Gianluigi Buffon    | Juventus          | Italie    |
| 4        | Fabien Barthez      | Manchester United | France    |
| 5        | Jerzy Dudek         | Liverpool         | Pologne   |
| 6        | José Luis Chilavert | RC Strasbourg     | Paraguay  |
| 7        | Santiago Cañizares  | Valence CF        | Espagne   |
| 8        | Francesco Toldo     | Inter Milan       | Italie    |
| 9        | Iker Casillas       | Real Madrid       | Espagne   |
| 10       | Ruslan Nigmatullin  | Lokomotiv Moscou  | Russie    |

#### 2002
| Position | Gardien          | Club              | Sélection  |
| -------- | ---------------- | ----------------- | ---------- |
| 1        | Oliver Kahn      | Bayern Munich     | Allemagne  |
| 2        | Iker Casillas    | Real Madrid       | Espagne    |
| 3        | Marcos           | Palmeiras         | Brésil     |
| 4        | Rüstü Reçber     | Fenerbahçe        | Turquie    |
| 5        | Gianluigi Buffon | Juventus          | Italie     |
| 6        | Brad Friedel     | Blackburn Rovers  | États-Unis |
| 7        | Francesco Toldo  | Inter Milan       | Italie     |
| 8        | Fabien Barthez   | Manchester United | France     |
| 9        | Jerzy Dudek      | Liverpool         | Pologne    |
| 10       | Jens Lehmann     | Borussia Dortmund | Allemagne  |

#### 2003
| Position | Gardien               | Club              | Sélection  |
| -------- | --------------------- | ----------------- | ---------- |
| 1        | Gianluigi Buffon      | Juventus          | Italie     |
| 2        | Iker Casillas         | Real Madrid       | Espagne    |
| 3        | Oliver Kahn           | Bayern Munich     | Allemagne  |
| 4        | Dida                  | Milan AC          | Brésil     |
| 5        | Francesco Toldo       | Inter Milan       | Italie     |
| 6        | Roberto Abbondanzieri | Boca Juniors      | Argentine  |
| 7        | Timo Hildebrand       | VfB Stuttgart     | Allemagne  |
| 8        | Tim Howard            | Manchester United | États-Unis |
| 9        | Fabien Barthez        | Manchester United | France     |
| 10       | Petr Čech             | Stade rennais     | Tchéquie   |

#### 2004
| Position | Gardien               | Club          | Sélection |
| -------- | --------------------- | ------------- | --------- |
| 1        | Gianluigi Buffon      | Juventus      | Italie    |
| 2        | Petr Čech             | Chelsea       | Tchéquie  |
| 3        | Dida                  | Milan AC      | Brésil    |
| 4        | Iker Casillas         | Real Madrid   | Espagne   |
| 5        | Antónios Nikopolídis  | Olympiakos    | Grèce     |
| 6        | Oliver Kahn           | Bayern Munich | Allemagne |
| 7        | Roberto Abbondanzieri | Boca Juniors  | Argentine |
| 8        | Vítor Baía            | FC Porto      | Portugal  |
| 9        | Juan Carlos Henao     | Once Caldas   | Colombie  |
| 10       | Santiago Cañizares    | Valence CF    | Espagne   |

#### 2005
| Position | Gardien               | Club               | Sélection |
| -------- | --------------------- | ------------------ | --------- |
| 1        | Petr Čech             | Chelsea            | Tchéquie  |
| 2        | Dida                  | Milan AC           | Brésil    |
| 3        | Gianluigi Buffon      | Juventus           | Italie    |
| 4        | Grégory Coupet        | Olympique lyonnais | France    |
| 5        | Oliver Kahn           | Bayern Munich      | Allemagne |
| 6        | Iker Casillas         | Real Madrid        | Espagne   |
| 7        | Jerzy Dudek           | Liverpool          | Pologne   |
| 8        | Edwin van der Sar     | Manchester United  | Pays-Bas  |
| 9        | Rogério Ceni          | São Paulo FC       | Brésil    |
| 10       | Roberto Abbondanzieri | Boca Juniors       | Argentine |

#### 2006
| Position | Gardien               | Club              | Sélection |
| -------- | --------------------- | ----------------- | --------- |
| 1        | Gianluigi Buffon      | Juventus          | Italie    |
| 2        | Jens Lehmann          | Arsenal           | Allemagne |
| 3        | Petr Čech             | Chelsea           | Tchéquie  |
| 4        | Iker Casillas         | Real Madrid       | Espagne   |
| 5        | Edwin van der Sar     | Manchester United | Pays-Bas  |
| 6        | Rogério Ceni          | São Paulo FC      | Brésil    |
| 7        | Ricardo Pereira       | Sporting Portugal | Portugal  |
| 8        | Dida                  | Milan AC          | Brésil    |
| 9        | Roberto Abbondanzieri | Getafe            | Argentine |
| 10       | Fabien Barthez        | Sans club         | France    |

#### 2007
| Position | Gardien           | Club              | Sélection |
| -------- | ----------------- | ----------------- | --------- |
| 1        | Gianluigi Buffon  | Juventus          | Italie    |
| 2        | Petr Čech         | Chelsea           | Tchéquie  |
| 3        | Iker Casillas     | Real Madrid       | Espagne   |
| 4        | Edwin van der Sar | Manchester United | Pays-Bas  |
| 5        | Rogério Ceni      | São Paulo FC      | Brésil    |
| 6        | José Manuel Reina | Liverpool         | Espagne   |
| 7        | Dida              | Milan AC          | Brésil    |
| 8        | Andrés Palop      | Séville FC        | Espagne   |
| 9        | Júlio César       | Inter Milan       | Brésil    |
| 10       | Jens Lehmann      | Arsenal           | Allemagne |

#### 2008
| Position | Gardien           | Club              | Sélection |
| -------- | ----------------- | ----------------- | --------- |
| 1        | Iker Casillas     | Real Madrid       | Espagne   |
| 2        | Gianluigi Buffon  | Juventus          | Italie    |
| 3        | Edwin van der Sar | Manchester United | Pays-Bas  |
| 4        | Petr Čech         | Chelsea           | Tchéquie  |
| 5        | Igor Akinfeïev    | CSKA Moscou       | Russie    |
| 6        | José Cevallos     | LDU Quito         | Équateur  |
| 7        | Júlio César       | Inter Milan       | Brésil    |
| 8        | José Manuel Reina | Liverpool         | Espagne   |
| 9        | Jens Lehmann      | Arsenal           | Allemagne |
| 10       | Justo Villar      | Real Valladolid   | Paraguay  |

#### 2009
| Position | Gardien           | Club              | Sélection  |
| -------- | ----------------- | ----------------- | ---------- |
| 1        | Iker Casillas     | Real Madrid       | Espagne    |
| 2        | Gianluigi Buffon  | Juventus          | Italie     |
| 3        | Júlio César       | Inter Milan       | Brésil     |
| 4        | Edwin van der Sar | Manchester United | Pays-Bas   |
| 5        | Petr Čech         | Chelsea           | Tchéquie   |
| 6        | Víctor Valdés     | FC Barcelone      | Espagne    |
| 7        | José Manuel Reina | Liverpool         | Espagne    |
| 8        | Igor Akinfeïev    | CSKA Moscou       | Russie     |
| 9        | Tim Howard        | Everton           | États-Unis |
| 10       | René Adler        | Bayer Leverkusen  | Allemagne  |

### Années 2010

#### 2010
| Position | Gardien              | Club              | Sélection  |
| -------- | -------------------- | ----------------- | ---------- |
| 1        | Iker Casillas        | Real Madrid       | Espagne    |
| 2        | Júlio César          | Inter Milan       | Brésil     |
| 3        | Petr Čech            | Chelsea           | Tchéquie   |
| 4        | Manuel Neuer         | Schalke 04        | Allemagne  |
| 5        | Maarten Stekelenburg | Ajax Amsterdam    | Pays-Bas   |
| 6        | Víctor Valdés        | FC Barcelone      | Espagne    |
| 7        | Fernando Muslera     | Lazio Rome        | Uruguay    |
| 8        | Edwin van der Sar    | Manchester United | Pays-Bas   |
| 9        | Gianluigi Buffon     | Juventus          | Italie     |
| 10       | Tim Howard           | Everton           | États-Unis |

#### 2011
| Position | Gardien           | Club              | Sélection  |
| -------- | ----------------- | ----------------- | ---------- |
| 1        | Iker Casillas     | Real Madrid       | Espagne    |
| 2        | Manuel Neuer      | Bayern Munich     | Allemagne  |
| 3        | Víctor Valdés     | FC Barcelone      | Espagne    |
| 4        | Gianluigi Buffon  | Juventus          | Italie     |
| 5        | Petr Čech         | Chelsea           | Tchéquie   |
| 6        | Fernando Muslera  | Galatasaray       | Uruguay    |
| 7        | Joe Hart          | Manchester City   | Angleterre |
| 8        | Júlio César       | Inter Milan       | Brésil     |
| 9        | Justo Villar      | CE La Plata       | Paraguay   |
| 10       | Edwin van der Sar | Manchester United | Pays-Bas   |

#### 2012
Le tableau ci-dessous indique les résultats du vote en 2012.
| Position | Gardien          | Club                 | Sélection  |
| -------- | ---------------- | -------------------- | ---------- |
| 1        | Iker Casillas    | Real Madrid          | Espagne    |
| 2        | Gianluigi Buffon | Juventus             | Italie     |
| 3        | Petr Čech        | Chelsea              | Tchéquie   |
| 4        | Manuel Neuer     | Bayern Munich        | Allemagne  |
| 5        | Joe Hart         | Manchester City      | Angleterre |
| 6        | Víctor Valdés    | FC Barcelone         | Espagne    |
| 7        | Fernando Muslera | Galatasaray          | Uruguay    |
| 8        | Samir Handanovič | Inter Milan          | Slovénie   |
| 9        | Hugo Lloris      | Tottenham Hotspur FC | France     |

#### 2013
Le tableau ci-dessous indique le vote en 2013 :
| Position | Gardien          | Club                | Sélection |
| -------- | ---------------- | ------------------- | --------- |
| 1        | Manuel Neuer     | Bayern Munich       | Allemagne |
| 2        | Gianluigi Buffon | Juventus            | Italie    |
| 3        | Petr Čech        | Chelsea             | Tchéquie  |
| 4        | Thibaut Courtois | Atletico Madrid     | Belgique  |
| 5        | Victor Valdés    | FC Barcelone        | Espagne   |
| 6        | Iker Casillas    | Real Madrid         | Espagne   |
| 7        | Salvatore Sirigu | Paris Saint-Germain | Italie    |

#### 2014
Le tableau ci-dessous indique le vote en 2014 :
| Position | Gardien          | Club                 | Sélection          |
| -------- | ---------------- | -------------------- | ------------------ |
| 1        | Manuel Neuer     | Bayern Munich        | Allemagne          |
| 2        | Thibaut Courtois | Atlético Madrid      | Belgique           |
| 3        | Keylor Navas     | Levante              | Costa Rica         |
| 4        | Gianluigi Buffon | Juventus             | Italie             |
| 5        | Claudio Bravo    | Real Sociedad        | Chili              |
| 6        | Sergio Romero    | AS Monaco            | Argentine          |
| 7        | Guillermo Ochoa  | AC Ajaccio           | Mexique            |
| 8        | Petr Čech        | Chelsea              | République tchèque |
| 9        | Hugo Lloris      | Tottenham Hotspur FC | France             |
| 9        | Vincent Enyeama  | Lille OSC            | Nigeria            |

#### 2015
Le tableau ci-dessous indique le vote en 2015 :
| Position | Gardien               | Club                   | Sélection |
| -------- | --------------------- | ---------------------- | --------- |
| 1        | Manuel Neuer          | Bayern Munich          | Allemagne |
| 2        | Gianluigi Buffon      | Juventus               | Italie    |
| 3        | Claudio Bravo         | FC Barcelone           | Chili     |
| 4        | David de Gea          | Manchester United      | Espagne   |
| 5        | Thibaut Courtois      | Chelsea                | Belgique  |
| 6        | Petr Čech             | Chelsea / Arsenal      | Tchéquie  |
| 7        | Marcelo Barovero      | River Plate            | Argentine |
| 8        | Marc-André ter Stegen | FC Barcelone           | Allemagne |
| 9        | Iker Casillas         | Real Madrid / FC Porto | Espagne   |
| 10       | Danijel Subašić       | AS Monaco              | Croatie   |

#### 2016
Le tableau ci-dessous indique le vote en 2016 :
| Position | Gardien          | Club                 | Sélection  |
| -------- | ---------------- | -------------------- | ---------- |
| 1        | Manuel Neuer     | Bayern Munich        | Allemagne  |
| 2        | Gianluigi Buffon | Juventus             | Italie     |
| 3        | Rui Patricio     | Sporting Portugal    | Portugal   |
| 4        | Claudio Bravo    | FC Barcelone         | Chili      |
| 5        | David de Gea     | Manchester United    | Espagne    |
| 6        | Jan Oblak        | Atlético Madrid      | Slovénie   |
| 7        | Hugo Lloris      | Tottenham Hotspur FC | France     |
| 8        | Keylor Navas     | Real Madrid FC       | Costa Rica |
| 9        | Thibaut Courtois | Chelsea              | Belgique   |
| 10       | Denis Onyango    | Mamelodi Sundowns    | Ouganda    |

#### 2017
Le tableau ci-dessous indique le vote en 2017 :
| Position | Gardien              | Club                 | Sélection  |
| -------- | -------------------- | -------------------- | ---------- |
| 1        | Gianluigi Buffon     | Juventus             | Italie     |
| 2        | Manuel Neuer         | Bayern Munich        | Allemagne  |
| 3        | Claudio Bravo        | Manchester City      | Chili      |
| 4        | Jan Oblak            | Atlético Madrid      | Slovénie   |
| 5        | David de Gea         | Manchester United    | Espagne    |
| 6        | Thibaut Courtois     | Chelsea              | Belgique   |
| 7        | Keylor Navas         | Real Madrid FC       | Costa Rica |
| 8        | Hugo Lloris          | Tottenham Hotspur FC | France     |
| 9        | Alisson Becker       | AS Roma              | Brésil     |
| 10       | Gianluigi Donnarumma | AC Milan             | Italie     |
| -        | Samir Handanovič     | Inter Milan          | Slovénie   |

#### 2018
Le tableau ci-dessous indique le vote en 2018 :
| Position | Gardien               | Club                            | Sélection  | Points |
| -------- | --------------------- | ------------------------------- | ---------- | ------ |
| 1        | Thibaut Courtois      | Chelsea FC Real Madrid          | Belgique   | 181    |
| 2        | Hugo Lloris           | Tottenham Hotspur               | France     | 109    |
| 3        | Gianluigi Buffon      | Juventus FC Paris Saint-Germain | Italie     | 59     |
| 4        | Keylor Navas          | Real Madrid                     | Costa Rica | 58     |
| 5        | Jan Oblak             | Atlético de Madrid              | Slovénie   | 49     |
|          | Marc-André ter Stegen | FC Barcelone                    | Allemagne  | 49     |
| 7        | Alisson Becker        | Liverpool FC                    | Brésil     | 36     |
| 8        | David de Gea          | Manchester United               | Espagne    | 33     |
| 9        | Danijel Subašić       | AS Monaco                       | Croatie    | 23     |
| 10       | Manuel Neuer          | Bayern Munich                   | Allemagne  | 20     |

#### 2019
Le tableau ci-dessous indique le vote en 2019, :
| Position | Joueur                | Club                            | Sélection  | Points |
| -------- | --------------------- | ------------------------------- | ---------- | ------ |
| 1        | Alisson               | Liverpool FC                    | Brésil     | 286    |
| 2        | Marc-André ter Stegen | FC Barcelone                    | Allemagne  | 104    |
| 3        | Jan Oblak             | Atlético de Madrid              | Slovénie   | 67     |
| 4        | Manuel Neuer          | Bayern Munich                   | Allemagne  | 33     |
| 5        | Hugo Lloris           | Tottenham Hotspur               | France     | 32     |
| 6        | Ederson               | Manchester City                 | Brésil     | 31     |
| 7        | Thibaut Courtois      | Real Madrid                     | Belgique   | 30     |
| 8        | David de Gea          | Manchester United               | Espagne    | 18     |
| 9        | Keylor Navas          | Real Madrid Paris Saint-Germain | Costa Rica | 14     |
| 10       | Franco Armani         | River Plate                     | Argentine  | 13     |

### Années 2020

#### 2020
Le tableau ci-dessous indique le vote en 2020, :
| Position | Joueur                | Club                | Sélection  | Points |
| -------- | --------------------- | ------------------- | ---------- | ------ |
| 1        | Manuel Neuer          | Bayern Munich       | Allemagne  | 320    |
| 2        | Jan Oblak             | Atlético de Madrid  | Slovénie   | 40     |
| 3        | Alisson               | Liverpool FC        | Brésil     | 30     |
| 4        | Thibaut Courtois      | Real Madrid         | Belgique   | 15     |
| 5        | Marc-André ter Stegen | FC Barcelone        | Allemagne  | 10     |
| 6        | Samir Handanovič      | Inter Milan         | Slovénie   | 5      |
| 6        | Keylor Navas          | Paris Saint-Germain | Costa Rica | 5      |
| 6        | Kasper Schmeichel     | Leicester City      | Danemark   | 5      |

#### 2021
Le tableau ci-dessous indique le vote en 2021, :
| Position | Joueur               | Club                           | Sélection | Points |
| -------- | -------------------- | ------------------------------ | --------- | ------ |
| 1        | Gianluigi Donnarumma | Milan AC / Paris Saint-Germain | Italie    | 170    |
| 2        | Manuel Neuer         | Bayern Munich                  | Allemagne | 75     |
| 3        | Édouard Mendy        | Chelsea FC                     | Sénégal   | 40     |
| 4        | Emiliano Martínez    | Aston Villa FC                 | Argentine | 25     |
| 5        | Jan Oblak            | Atlético de Madrid             | Slovénie  | 20     |

#### 2022
Le tableau ci-dessous indique le classement de 2022, :
| Position | Joueur            | Club               | Sélection  | Points |
| -------- | ----------------- | ------------------ | ---------- | ------ |
| 1        | Thibaut Courtois  | Real Madrid        | Belgique   | 125    |
| 2        | Emiliano Martínez | Aston Villa        | Argentine  | 110    |
| 3        | Yassine Bounou    | Séville FC         | Maroc      | 55     |
| 4        | Dominik Livaković | Dinamo Zagreb      | Croatie    | 30     |
| 5        | Hugo Lloris       | Tottenham Hotspur  | France     | 25     |
| 6        | Wojciech Szczęsny | Juventus FC        | Pologne    | 15     |
| 7        | Alisson           | Liverpool FC       | Brésil     | 10     |
| 7        | Jan Oblak         | Atlético de Madrid | Slovénie   | 10     |
| 9        | Mike Maignan      | AC Milan           | France     | 5      |
| 9        | Jordan Pickford   | Everton FC         | Angleterre | 5      |

#### 2023
Le tableau ci-dessous indique le classement de 2023,.
| Position | Joueur                | Club                            | Sélection | Points |
| -------- | --------------------- | ------------------------------- | --------- | ------ |
| 1        | Ederson               | Manchester City                 | Brésil    | 145    |
| 2        | Emiliano Martínez     | Aston Villa                     | Argentine | 76     |
| 3        | Thibaut Courtois      | Real Madrid                     | Belgique  | 73     |
| 4        | Marc-André ter Stegen | FC Barcelone                    | Allemagne | 58     |
| 5        | Jan Oblak             | Atlético de Madrid              | Slovénie  | 36     |
| 6        | Gianluigi Donnarumma  | Paris Saint-Germain             | Italie    | 23     |
| 7        | Yassine Bounou        | Séville FC / Al-Hilal FC        | Maroc     | 22     |
| 8        | Alisson               | Liverpool FC                    | Brésil    | 19     |
| 9        | André Onana           | Inter Milan / Manchester United | Cameroun  | 16     |
| 10       | Mike Maignan          | AC Milan                        | France    | 13     |

#### 2024
Le tableau ci-dessous indique le classement de 2024.
| Position | Joueur               | Club                      | Sélection | Points |
| -------- | -------------------- | ------------------------- | --------- | ------ |
| 1        | Emiliano Martínez    | Aston Villa               | Argentine | 167    |
| 2        | Unai Simón           | Athletic Club             | Espagne   | 91     |
| 3        | Giorgi Mamardashvili | Liverpool FC / Valence CF | Géorgie   | 55     |
| 4        | Mike Maignan         | AC Milan                  | France    | 52     |
| 5        | Thibaut Courtois     | Real Madrid               | Belgique  | 28     |
| 6        | Andriy Lounine       | Real Madrid               | Ukraine   | 25     |
| 6        | Yann Sommer          | Inter Milan               | Suisse    | 25     |
| 8        | Gianluigi Donnarumma | Paris Saint-Germain       | Italie    | 23     |
| 9        | David Raya           | Arsenal FC                | Espagne   | 21     |
| 10       | Gregor Kobel         | Borussia Dortmund         | Suisse    | 17     |

## Classement des 50 meilleurs gardiens (1987-2022)
En mars 2023, pour les trente-cinq ans de la récompense, l'IFFHS publie un classement des 50 meilleurs gardiens en prenant en compte le nombre points obtenus au fil des années par les gardiens classés dans le « Top 20 ».
| Position | Joueur                | Sélection        | Points |
| -------- | --------------------- | ---------------- | ------ |
| 1        | Gianluigi Buffon      | Italie           | 357    |
| 2        | Iker Casillas         | Espagne          | 260    |
| 3        | Manuel Neuer          | Allemagne        | 219    |
| 4        | Petr Čech             | Tchéquie         | 218    |
| 5        | Edwin van der Sar     | Pays-Bas         | 201    |
| 6        | Peter Schmeichel      | Danemark         | 179    |
| 7        | Oliver Kahn           | Allemagne        | 162    |
| 8        | Thibaut Courtois      | Belgique         | 150    |
| 9        | José Luis Chilavert   | Paraguay         | 146    |
| 10       | Walter Zenga          | Italie           | 132    |
| 10       | Andoni Zubizarreta    | Espagne          | 132    |
| 12       | Cláudio Taffarel      | Brésil           | 130    |
| 13       | Hugo Lloris           | France           | 127    |
| 14       | Michel Preud'homme    | Belgique         | 124    |
| 15       | Fabien Barthez        | France           | 115    |
| 15       | Jan Oblak             | Slovénie         | 115    |
| 17       | David Seaman          | Angleterre       | 114    |
| 18       | Víctor Valdés         | Espagne          | 113    |
| 19       | Dida                  | Brésil           | 109    |
| 20       | Vítor Baía            | Portugal         | 94     |
| 21       | Keylor Navas          | Costa Rica       | 93     |
| 22       | Gianluca Pagliuca     | Italie           | 90     |
| 23       | Francesco Toldo       | Italie           | 82     |
| 24       | Jens Lehmann          | Allemagne        | 81     |
| 25       | Alisson               | Brésil           | 78     |
| 25       | Marc-André ter Stegen | Allemagne        | 78     |
| 27       | Júlio César           | Brésil           | 76     |
| 28       | David de Gea          | Espagne          | 75     |
| 29       | Bodo Illgner          | Allemagne        | 71     |
| 29       | Hans van Breukelen    | Pays-Bas         | 71     |
| 31       | Roberto Abbondanzieri | Argentine        | 68     |
| 32       | Sergio Goycochea      | Argentine        | 66     |
| 33       | Andreas Köpke         | Allemagne        | 64     |
| 34       | Jorge Campos          | Mexique          | 62     |
| 34       | Peter Shilton         | Angleterre       | 62     |
| 36       | Thomas Ravelli        | Suède            | 61     |
| 37       | Rinat Dasaev          | Union soviétique | 57     |
| 38       | Angelo Peruzzi        | Italie           | 56     |
| 38       | Neville Southall      | Pays de Galles   | 56     |
| 40       | Pepe Reina            | Espagne          | 54     |
| 41       | Rogério Ceni          | Brésil           | 53     |
| 42       | Santiago Cañizares    | Espagne          | 51     |
| 42       | Claudio Bravo         | Chili            | 51     |
| 44       | Samir Handanovič      | Slovénie         | 49     |
| 44       | Jean-Marie Pfaff      | Belgique         | 49     |
| 46       | Jerzy Dudek           | Pologne          | 48     |
| 47       | Igor Akinfeïev        | Russie           | 47     |
| 48       | Óscar Córdoba         | Colombie         | 38     |
| 48       | Bernard Lama          | France           | 38     |
| 48       | Guillermo Ochoa       | Mexique          | 38     |